# ديلان برونو
ديلان برونو (بالإنجليزية: Dylan Bruno) مواليد 6 سبتمبر 1972 في كونيتيكت، الولايات المتحدة، هو ممثل أمريكي بدأ مسيرته الفنية عام 1995.

## الأعمال
- إنقاذ الجندي رايان
- نمبرز
- إن سي آي إس
- بونز
- ذا منتاليست
- غريز أناتومي
- عملاء شيلد
- تيكن 3

## وصلات خارجية
- ديلان برونو على موقع IMDb (الإنجليزية)
- ديلان برونو على موقع أول موفي (الإنجليزية)
- ديلان برونو على موقع قاعدة بيانات الأفلام السويدية (السويدية)
- ديلان برونو على موقع إن إن دي بي (الإنجليزية)
- ديلان برونو على موقع قاعدة بيانات الفيلم (الإنجليزية)